# زهاب اسیدی معدن

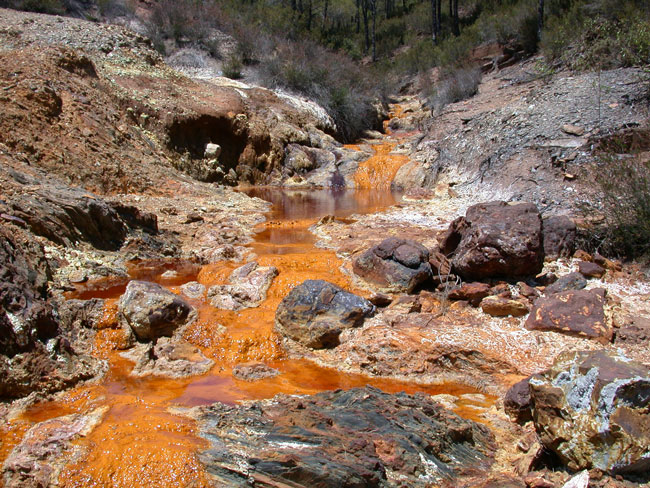
ریو تینتو در اسپانیا، حاوی زهاب اسیدی با منشأ طبیعی و مصنوعی (معدن‌کاری).

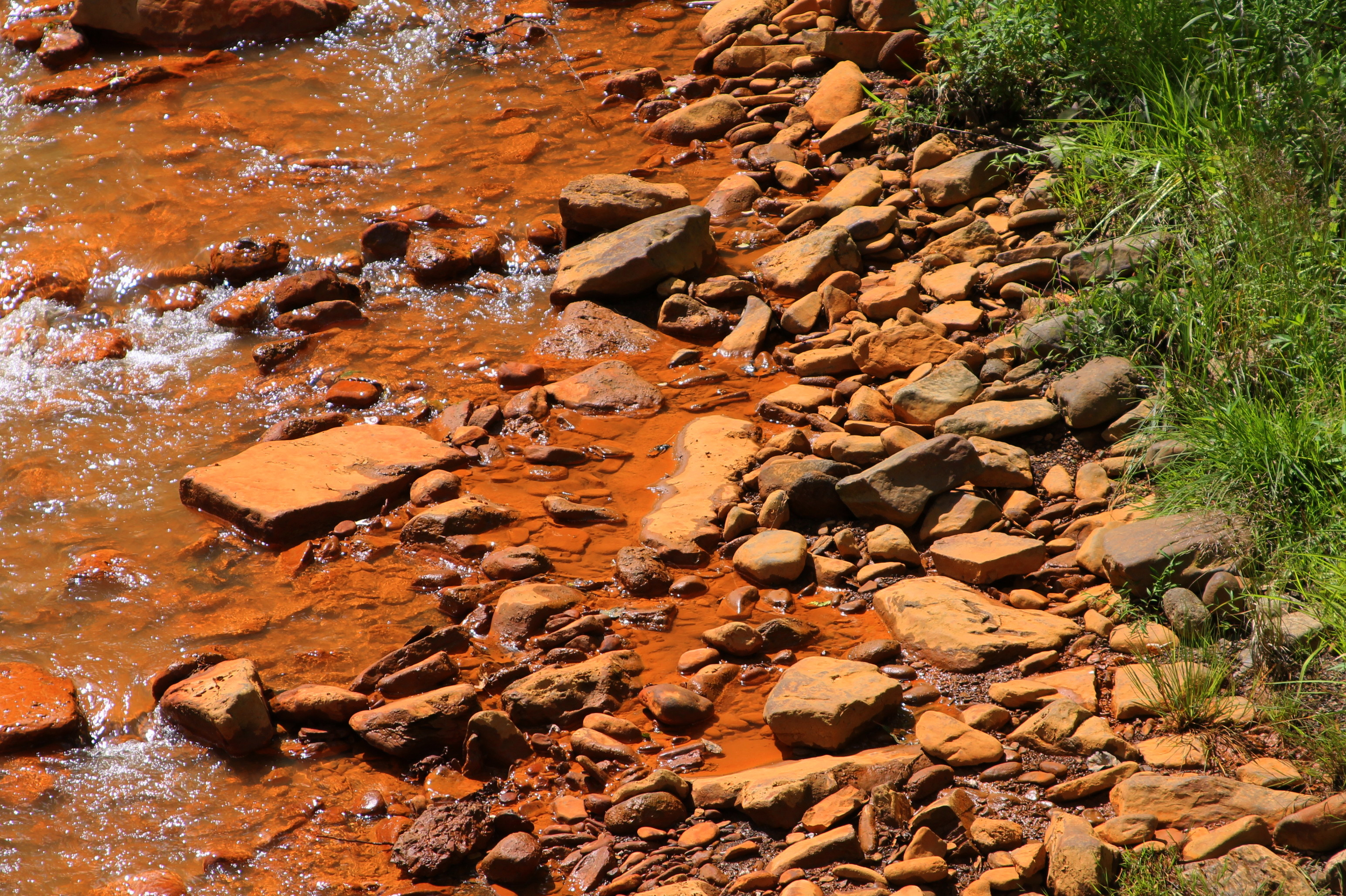
رنگ گرفتن سنگ‌ها از رسوبات آهنی به واسطهٔ عبور زهاب اسیدی معدن. نهر شاموکین در شهرستان نورث‌آمبرلند، پنسیلوانیا.

زهاب اسیدی معدن (به انگلیسی: Acid mine drainage) یا زهاب اسیدی سنگ (به انگلیسی: Acid rock drainage) به خروج آب اسیدی از معادن فلزات و معادن زغال‌سنگ گفته می‌شود.
زهاب اسیدی سنگ به‌طور طبیعی در برخی محیط‌ها به عنوان بخشی از فرایند هوازدگی سنگ رخ می‌دهد، اما با آشفتگی‌های زمینی در مقیاس بزرگ که مشخصهٔ معدن‌کاری و سایر فعالیت‌های ساخت‌وساز بزرگ است، معمولاً در سنگ‌هایی که حاوی کانی‌های سولفیدی فراوانی هستند، تشدید می‌شود. مناطقی که زمین در آنها دست‌کاری شده است (مثلاً محل‌های ساخت‌وساز یا ساخت بزرگراه) ممکن است زهکشی سنگ اسیدی ایجاد کنند. در بسیاری از مناطق، مایعی که از ذخایر زغال‌سنگ، تأسیسات جابجایی زغال‌سنگ، کارخانه‌های شستشوی زغال سنگ و مخازن زبالهٔ زغال‌سنگ تخلیه می‌شود، می‌تواند بسیار اسیدی باشد و در چنین مواردی به عنوان زهاب اسیدی در نظر گرفته می‌شود. این موارد، همراه با کاهش پی‌اچ، تأثیر مخربی بر محیط‌های آبی نهرها دارند.
همین نوع واکنش‌ها و فرآیندهای شیمیایی ممکن است از طریق آشفتگی خاک‌های سولفات اسیدی که در شرایط ساحلی یا مصبی پس از آخرین افزایش عمدهٔ سطح آب دریاها تشکیل شده‌اند، رخ دهند و یک خطر زیست‌محیطی مشابه را ایجاد کنند.

## نامگذاری
از نظر تاریخی، ترشحات اسیدی معادن فعال یا متروکه، زهاب اسیدی معدن نامیده می‌شدند. اصطلاح زهاب اسیدی سنگ در دهه‌های ۱۹۸۰ و ۱۹۹۰ ابداع شد تا نشان دهد که زهاب اسیدی می‌تواند از منابعی غیر از معادن سرچشمه بگیرد. برای مثال، مقاله‌ای که در سال ۱۹۹۱ در یک کنفرانس بین‌المللی بزرگ در این زمینه ارائه شد، عنوانش این بود: «پیش‌بینی زهاب اسیدی سنگ - درس‌هایی از پایگاه داده». هر دو اصطلاح زهاب اسیدی معدن و زهاب اسیدی سنگ به آب‌هایی با pH پایین یا اسیدی ناشی از اکسیداسیون کانی‌های سولفیدی اشاره دارند، اگرچه زهاب اسیدی سنگ نام عمومی‌تری است.
در مواردی که زهاب معدن اسیدی نباشد و فلزات یا شبه‌فلزات را در خود حل کرده باشد، یا در اصل اسیدی بوده اما در طول مسیر جریان خود خنثی شده باشد، به آن «زهاب خنثی معدن»، «آب تحت تأثیر معدن» (به انگلیسی: Mining-influenced water) یا موارد دیگر گفته می‌شود. هرچند هیچ‌یک از این نام‌ها پذیرش عمومی پیدا نکرده‌اند.

## تأثیرات

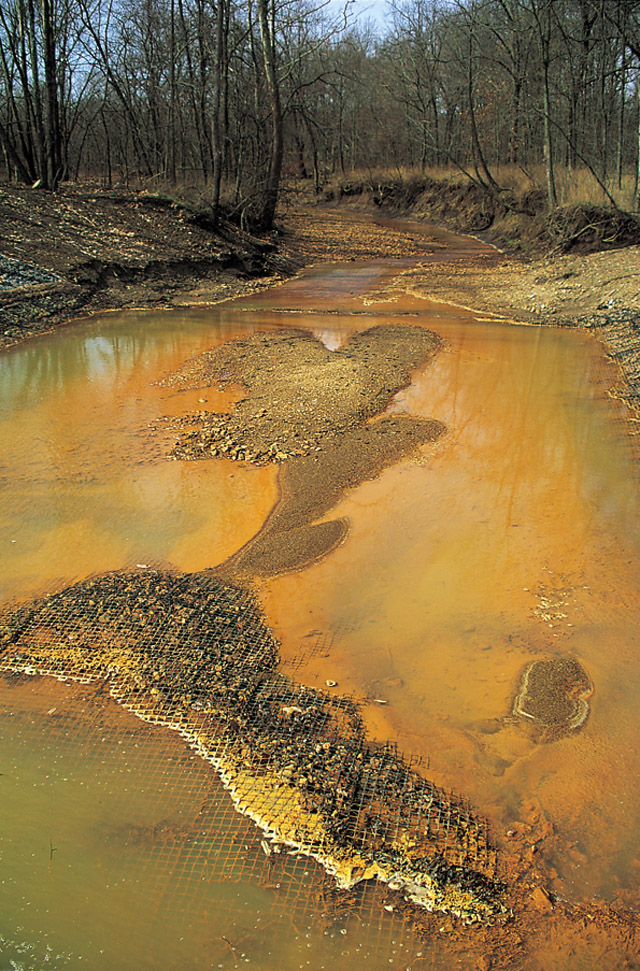
پسر زرد، زهاب اسیدی حاصل از استخراج زغال سنگ در یک جویبار

### پسر زرد
وقتی پی‌اچ زهاب اسیدی معدن از ۳ بالاتر می‌رود، چه از طریق تماس با آب شیرین و چه از طریق مواد معدنی خنثی‌کننده، یون‌های آهن (III) که قبلاً محلول بودند، به صورت هیدروکسید آهن (III) رسوب می‌کنند، جامدی زرد-نارنجی که در محاوره به آن پسر زرد می‌گویند. انواع دیگری از رسوبات آهن، از جمله اکسیدهای آهن و اکسی‌هیدروکسیدها و سولفات‌هایی مانند ژاروسیت نیز امکان‌پذیر است. همهٔ این رسوبات می‌توانند رنگ آب را تغییر دهند و حیات گیاهی و جانوری را در بستر جویبار خفه کنند و اکوسیستم‌های جویبار را مختل کنند (این طبق قانون شیلات در کانادا یک جرم خاص محسوب می‌شود). این فرایند همچنین یون‌های هیدروژن اضافی تولید می‌کند که می‌تواند پی‌اچ را بیشتر کاهش دهد. در برخی موارد، غلظت هیدروکسیدهای آهن در پسر زرد به قدری زیاد است که می‌توان از این رسوبات برای ساخت رنگدانه‌ها استفاده کرد.